# Дан Рейнолдс
Даниел Колтър Рейнолдс (на английски: Daniel Coulter Reynolds; роден на 14 юли 1987 г.) е американски певец, автор на песни и звукозаписен продуцент.
Той е главният вокалист и единственият останал от първоначалните членове на поп рок групата Имаджин Драгънс. През 2011 г. Рейнолдс издава EP, озаглавен Egyptian – EP, в дует със своята съпруга Ейджа Волкман, под прозвището Egyptian. Рейнолдс е носител на наградата „Hal David Starlight“ на Залата на славата за автори на песни.

## Произход и младежки години
Рейнолдс е роден на 14 юли 1987 г. в Лас Вегас и е седмото от девет деца (осем момчета и едно момиче) на Кристейн М. (с моминско име Калистър) и Роналд Рейнолдс, адвокат и автор. И двамата родители на Рейнолдс са местни жители на Невада. Рейнолдс е член на Църквата на Исус Христос на светиите от последните дни (LDS). На 19-годишна възраст той доброволно решава да бъде мисионер в Небраска в продължение на две години.
Пише песента „Залагам живота си“, за да отпразнува отношенията с родителите си. След като завършва гимназията в Бонанза, учи в университета в Бригъм Йънг, откъдето бива изгонен, тъй като консумира връзката с приятелката си, с която са заедно от четири години. След това посещава Университета в Невада, Лас Вегас.

## Кариера

### Имаджин Драгънс
През 2008 г. Дан Рейнолдс се запознава с китариста Андрю Толмън в Университета Биргъм Йънг и двамата основават групата Имаджин Драгънс, към която после се включват настоящите членове на бандата. Имаджин Драгънс получават първата си възможност за голяма изява по време на фестивал в Лас Вегас, когато фронтменът на групата Train се разболява и Имаждин Драгънс са помолени да заместят групата и да свирят пред тълпа от над 26 000 души. През ноември 2011 подписват договор със звукозаписната компания Interscope Records и към 2019 г. имат зад гърба си 5 албума и 4 турнета.

### Egyptian
През 2010 г. Рейнолдс е поканен да подгрява групата Nico Vega и се запознава с главната им вокалистка Ейджа Волкман. Той я кани да му помогне с работата върху демо версиите на няколко песни. Двамата започват да работят заедно и формират дуото Egyptian. Режисират, записват и издават дигитално ЕР с 4 песни. Песента им Fade е част от саундтрака на филма Answers To Nothing.

### Night Street Records
През 2016 г. Рейнолдс основава звукозаписната компания Night Street Records под шапката на Interscope Records. Компанията на Рейнолдс подписва договр с K.Flay, американска хип-хоп певица.

## Личен живот
На 5 март 2011 г. Рейнолдс се жени за Ейджа Волкман, като двойката има три дъщери и един син. Първата им дъщеря, Ароу Ийв, е родена на 18 август 2012 г., а близначките им Джия Джеймс и Коко Рей са родени на 28 март 2017 година. През април 2018 г., Рейнолдс обявява, че двамата с Волкман се разделят. На 7 ноември 2018 г. Рейнолдс съобщава, че с Волкман не са се развели и са отново заедно. Техният син Валънтайн се ражда на 1 октомври 2019.
Рейнолдс страда от анкилозиращ спондилит. Той го обявява публично по време на един от концертите на Имаджин Драгънс през 2015 година. Като двадесет и една годишен е диагностициран с улцерозен колит. Рейнолдс страда от депресия и открито говори за това, че посещава терапевт, като се опитва да премахне стигмата около ходенето на терапия.

## Филантропия
През 2013 г. Имаджин Драгънс, заедно със семейството на Тайлър Робинсън, създават The Tyler Robinson Foundation – фондация, помагаща на млади хора, борещи се с рака. Тя е създадена в чест на Тайлър Робинсън, тийнейджър, който се сприятелява с групата преди да загуби битката си срещу рака.
През 2015 г. Имаджин Драгънс издават песента I Was Me с изцяло благотворителна цел, като приходите отиват за подпомагането на бежанци.
През 2016 г. Рейнолдс организира фестивала LOVELOUD, чиято основна цел е приемането и празнуването на ЛГБТИ младежите. Приходите от билетите са дарени на няколко ЛГБТИ организации. По-късно излиза документалния филм Believer, проследяващ процеса от зараждането на идеята за фестивала до самото ѝ реализиране. В документалния филм Рейнолдс разказва за моментите и хората, които са го вдъхновили да подкрепи открито ЛГБТИ хората.